# Kurator
Kurator (lat.: curare  at drage omsorg for), er en person der forvalter og er ansvarlig for specielle opgaver indenfor juridiske områder, på museer og højere læreanstalter.
Kuratorer har ofte en akademisk uddannelse.
En kurator kan blandt andet være udpeget til varetage:
- et konkursbo på  vegne af kreditorer.
- et dødsbo.
- et museums gruppe-samlinger, udstillinger etc.